# Zigmantas Viktoras Morkūnas
Zigmantas Viktoras Morkūnas (ur. 30 czerwca 1938 w Szyrwintach, zm. 15 czerwca 1995 w Wilnie) – litewski socjolog, doktor habilitowany nauk społecznych.

## Życiorys
Urodził się w 1938 roku w Szyrwintach. W 1963 ukończył studia na Wydziale Historyczno-Filologicznym Uniwersytetu Wileńskiego. W latach 1970–1973 wykładał na Wydziale Humanistycznym Uniwersytetu Wileńskiego w Kownie. W latach 1973–1977 pracował w Instytucie Historii Litewskiej Akademii Nauk, zaś w latach 1977–1995 w Instytucie Filozofii i Socjologii Litwy. W latach 1990–1995 również wykładał na Uniwersytecie Witolda Wielkiego. W 1991 był przewodniczącym Naukowego Towarzystwa Zarządzania. W 1994 roku uzyskał tytuł profesora.

## Prace
- 1980: Monografijų Asmenybė. Kolektyvas. Gyvenimo būdas[1]
- 1987: Socialinių procesų valdymo metodologija[1]
- 1984: Asmenybės ugdymo sociologinės problemos i Asmenybės socialinis aktyvumas[1]

Opublikował ponad 140 artykułów naukowych.